# Обучающаяся система
Обучающаяся система — система, способная с течением времени улучшать свою работу, используя поступающую информацию.

## Цель обучения
Целью обучения называется состояние, к которому должна приблизиться обучающаяся система в результате процесса обучения. В случае простой цели обучение сводится к выбору вектора внешнего управляющего воздействия либо параметров системы {\displaystyle u=(u_{1},...,u_{n})}, которое должно привести к экстремальному значению функционала {\displaystyle Q(u)=\int _{X}L(x,u)p(x)dx}, где {\displaystyle x=(x_{1},...x_{m})} — случайный процесс с плотностью распределения {\displaystyle p(x)}, а {\displaystyle L(x,u)} — известная функция. Необходимость в обучении возникает, когда плотность распределения {\displaystyle p(x)} неизвестна. Процесс обучения заключается в том, чтобы по измерениям случайного процесса {\displaystyle x} и градиента значения функционала {\displaystyle \nabla _{u}Q(u,x)} определить значение вектора {\displaystyle {\tilde {u}}}, при котором значение функционала экстремально. В более сложных задачах под обучением подразумевают процесс определения неизвестных параметров в заранее известных зависимостях в ходе целенаправленного эксперимента.

## Применение обучающихся систем
Обучающиеся системы используются в системах опознавания, фильтрации, идентификации, принятия решений, управления, моделирования процессов.